# Notre-Dame-de-la-Rouvière
Notre-Dame-de-la-Rouvière là một xã trong vùng Occitanie. Xã Notre-Dame-de-la-Rouvière nằm ở khu vực có độ cao trung bình 380 mét trên mực nước biển.